# Bollingstedt
Bollingstedt település Németországban, Schleswig-Holstein tartományban. Lakosainak száma 1490 fő (2023. december 31.).

## Népesség
A település népességének változása:
| Lakosok száma | 648  | 1442 | 1418 | 1416 | 1400 | 1509 | 1490 |
|               | 1975 | 2014 | 2017 | 2019 | 2021 | 2022 | 2023 |